# Tsutomu Sakamoto
Tsutomu Sakamoto (坂本 勉, Sakamoto Tsutomu, Nanbu, 3 de agosto de 1962) é um ex-ciclista olímpico japonês. Sakamoto representou seu país durante os Jogos Olímpicos de Verão de 1984, em Los Angeles, onde conquistou uma medalha de bronze.